# Waldemar Anton
Waldemar Anton, né le 20 juillet 1996 à Almalyk en Ouzbékistan, est un footballeur international allemand évoluant au poste de défenseur central au Borussia Dortmund.

## Biographie
Waldemar Anton est né à Olmaliq dans l'ancienne République soviétique d'Ouzbékistan de parents allemands de Russie. Lorsqu'il est âgé de deux ans, sa famille déménage en Allemagne en tant que « Aussiedler/Spätaussiedler » (émigrants tardifs) et son prénom est changé de « Wladimir » en « Waldemar » (forme germanique de « Wladimir »). 

### En équipe nationale
Avec les espoirs allemands, il participe au championnat d'Europe espoirs en 2017. Lors de cette compétition organisée en Pologne, il reste sur le banc des remplaçants. L'Allemagne remporte le tournoi en battant l'Espagne en finale.
Le 14 mars 2024, Waldemar Anton est convoqué pour la première fois avec l'équipe nationale d'Allemagne par le sélectionneur Julian Nagelsmann. Le 16 mai 2024, il fait partie d'une liste provisoire de 27 joueurs sélectionnés par Julian Nagelsmann en vue de préparer l'Euro 2024, avant de se retrouver dans la liste définitive le 7 juin. 

## Statistiques
| Saison                | Club                  | Championnat           | Championnat | Championnat | Coupe(s) nationale(s) | Coupe(s) nationale(s) | Compétition(s) continentale(s) | Compétition(s) continentale(s) | Compétition(s) continentale(s) | Barrages | Barrages | Coupe du monde des clubs | Coupe du monde des clubs | Allemagne | Allemagne | Total | Total |
| Saison                | Club                  | Division              | M.          | B.          | M.                    | B.                    | Comp.                          | M.                             | B.                             | M.       | B.       | M.                       | B.                       | M.        | B.        | M.    | B.    |
| 2015-2016             | Hanovre 96            | Bundesliga            | 8           | 1           | -                     | -                     | -                              | -                              | -                              | -        | -        | -                        | -                        | -         | -         | 8     | 1     |
| 2016-2017             | Hanovre 96            | 2.Bundesliga          | 31          | 2           | 2                     | 0                     | -                              | -                              | -                              | -        | -        | -                        | -                        | -         | -         | 33    | 2     |
| 2017-2018             | Hanovre 96            | Bundesliga            | 27          | 1           | 2                     | 0                     | -                              | -                              | -                              | -        | -        | -                        | -                        | -         | -         | 29    | 1     |
| 2018-2019             | Hanovre 96            | Bundesliga            | 34          | 1           | 2                     | 0                     | -                              | -                              | -                              | -        | -        | -                        | -                        | -         | -         | 36    | 1     |
| 2019-2020             | Hanovre 96            | 2.Bundesliga          | 30          | 0           | 1                     | 0                     | -                              | -                              | -                              | -        | -        | -                        | -                        | -         | -         | 31    | 0     |
| Sous-total            | Sous-total            | Sous-total            | 130         | 5           | 7                     | 0                     | -                              | 0                              | 0                              | -        | -        | -                        | -                        | -         | -         | 137   | 5     |
| 2020-2021             | VfB Stuttgart         | Bundesliga            | 31          | 0           | 3                     | 0                     | -                              | -                              | -                              | -        | -        | -                        | -                        | -         | -         | 34    | 0     |
| 2021-2022             | VfB Stuttgart         | Bundesliga            | 29          | 2           | 1                     | 0                     | -                              | -                              | -                              | -        | -        | -                        | -                        | -         | -         | 30    | 2     |
| 2022-2023             | VfB Stuttgart         | Bundesliga            | 34          | 1           | 4                     | 0                     | -                              | -                              | -                              | 2        | 0        | -                        | -                        | -         | -         | 40    | 1     |
| 2023-2024             | VfB Stuttgart         | Bundesliga            | 26          | 0           | 4                     | 1                     | -                              | -                              | -                              | -        | -        | -                        | -                        | 4         | 0         | 34    | 1     |
| Sous-total            | Sous-total            | Sous-total            | 120         | 3           | 12                    | 1                     | -                              | 0                              | 0                              | 2        | 0        | -                        | -                        | 4         | 0         | 138   | 4     |
| 2024-2025             | Borussia Dortmund     | Bundesliga            | 26          | 2           | 1                     | 1                     | C1                             | 10                             | 0                              | -        | -        | 5                        | 0                        | 4         | 0         | 46    | 3     |
| Total sur la carrière | Total sur la carrière | Total sur la carrière | 276         | 10          | 20                    | 2                     | -                              | 10                             | 0                              | 2        | 0        | 5                        | 0                        | 8         | 0         | 321   | 12    |

## Palmarès
- Vainqueur du championnat d'Europe espoirs en 2017 avec l'équipe d'Allemagne espoirs